# Каліофіліт
Каліофіліт — мінерал, що належить до групи нефеліну. Являє собою комплексний силікат калію та алюмінію KAlSiO4 з домішками Fe, Ca, Na.
Рік відкриття — 1886.
Він кристалізується в тригональній системі. Його твердість за шкалою Мооса становить від 5,5 до 6.
Відповідно до класифікації Нікеля-Штрунца, каліофіліт належить до «09.FA — тектосилікатів без цеолітної H₂O, без додаткових нететраедричних аніонів» разом із наступними мінералами: кальциліт, нефелін, панунцит, трикальциліт, йошіокасиліт, мегалікосиліт, магілліт. лізициніт, адулярій, анортоклаз, баддінгтоніт, цельсіана, гіалофан, мікроклін, ортоза, санідин, рубіклін, моналбіт, альбіт, андезин, анортит, бутовніт, лабрадорит, олігоклаз, рідмергнерит, парацельсіан, святославіт, кумдіколіт, славдіколіт, бансоніт, лізет строналзит, данбурит, малевіт, пеквіт, лінгуніт і кокчетавіт.